# بتویلر
بتویلر (به فرانسوی: Bettwiller) یک کمون در فرانسه با جمعیت ۳۳۹ نفر است که در Canton of Drulingen واقع شده‌است.